# Vendangeur
Un vendangeur est une personne effectuant les vendanges, c’est-à-dire la récolte du raisin de la vigne.

## Historique

### Antiquité
Les Étrusques furent les premiers viticulteurs de la péninsule italienne. Toutes leurs vignes étaient conduites en hautains. Columelle indique qu'un seul de leur cep pouvait porter jusqu'à mille grappes de raisin. Pline l'Ancien rapporte qu'à Populonia, une des capitales de l'Étrurie, une statue de Jupiter avait été sculptée dans un seul cep de la taille d'un homme.

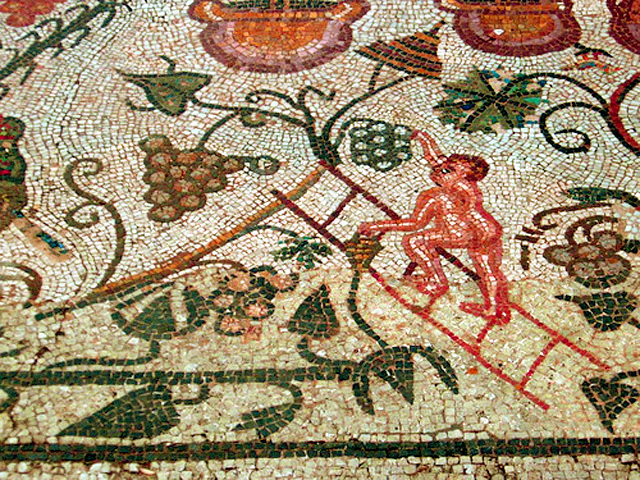
Vendange à Mérida sur une vigne en hautain
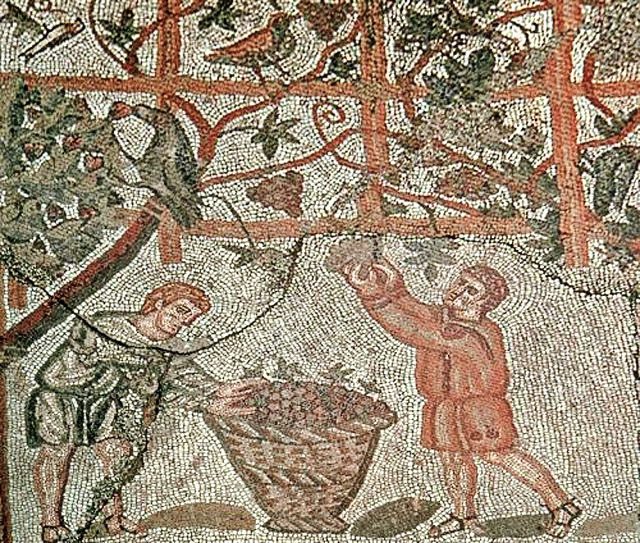
Vendange à Cherchell sur une vigne en pergola

Pline l'Ancien, dans son Livre XIV, de Naturalis Historia, entièrement consacré à la vigne et au vin, indiquait que de son temps :

« En Campanie, on marie la vigne au peuplier ; le cep embrasse son époux, serpente amoureusement parmi les rameaux qu'enlacent ses tiges noueuses, et arrive ainsi au sommet. Sa hauteur est telle, que le vendangeur fait marché pour être, en cas de chute, brûlé et enterré aux dépens du propriétaire. Ainsi la vigne s'élèverait indéfiniment : on ne peut les séparer, ou plutôt les arracher l'un à l'autre. »

Il arrivait que des villæ et des domus ne fussent entourées que d'un seul cordon de vigne, issu d'un seul pied, et le naturaliste précise qu'à Rome, dans les portiques de Livie, les treilles qui abritaient une promenade n'étaient formées que par un seul cep de vigne qui donnait jusqu'à douze amphores de vin par an.

### Moyen Âge
Déjà à Rome la date des vendanges n'est pas laissée au libre arbitre du vigneron et repose sur une délibération publique dans le sens de l'intérêt général et Olivier de Serres d'affirmer « ce sont des reliques de l'antique censure de Rome que la police fut le fait des vendanges ».

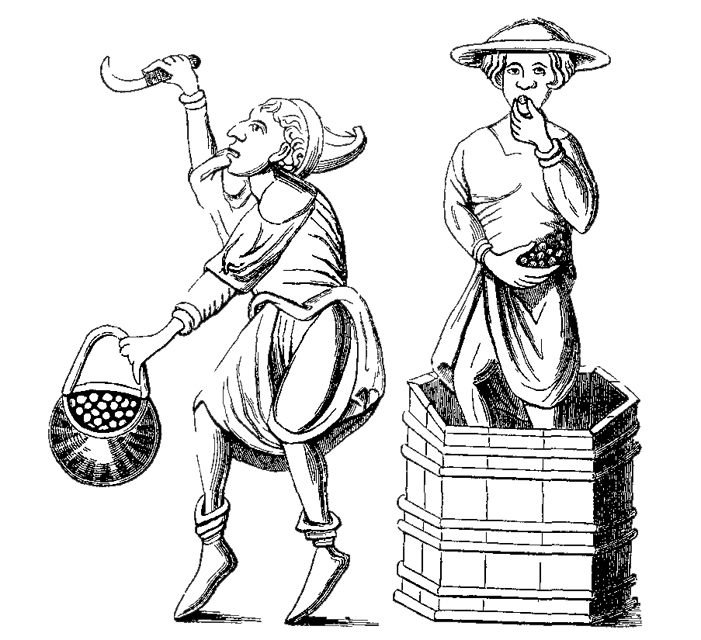
Les vendangeurs, XIIIe siècle
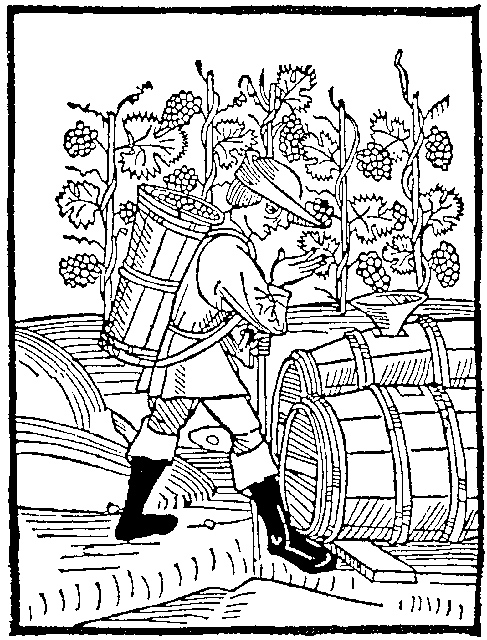
Vendange, XVe siècle
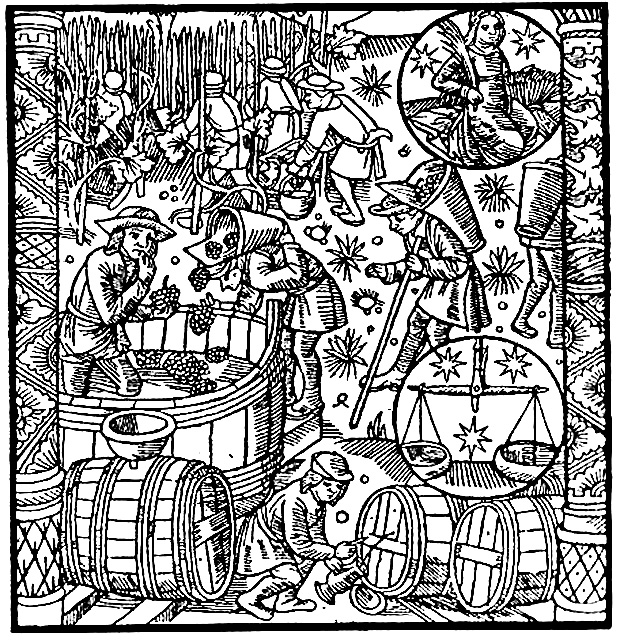
Compost des bergers, XVIIe siècle

La période comprise entre le haut Moyen Âge et la Renaissance correspond à la généralisation de la pratique du hautain dans les régions septentrionales peu favorables aux vignobles. Leur usage, en éloignant les grappes du sol, les protégeait en automne de l’humidité et l'hiver la vigne du gel. Ce qui permettait de gagner un peu en maturité et en qualité.
Les seigneurs et moines propriétaires de vignes avaient constaté la nécessité d'une bonne maturité du raisin pour faire du bon vin. Or, quelques vignerons redoutant pourriture grise, grêle ou dégâts d'animaux, vendangeaient avant complet mûrissement du raisin. Il fut décidé d'instaurer un ban (interdiction) dont seule la levée donnait le coup d'envoi des vendanges. Bien évidemment, il ne s'agissait pas d'une date fixe. Elle était fixée tous les ans en fonction du millésime entre l'intendant du propriétaire et les fermiers et métayers.

## Vendanges manuelles contre vendanges mécaniques
De nos jours, la vendange à la main est de plus en plus souvent remplacée par l'usage de machines à vendanger. Cette technique demande une transformation préalable de la forme du cep qui doit être palissé. Cette formation suppose un investissement spécifique sur plusieurs années : taille en cordon, installation d'espaliers.
On continue de vendanger à la main soit par nécessité, comme pour des vignes historiques (= vignes vieilles) où le palissage ne semble pas pertinent, ou bien sur les tènements inaccessibles aux machines; soit par volonté politique: préservation de la qualité, etc.

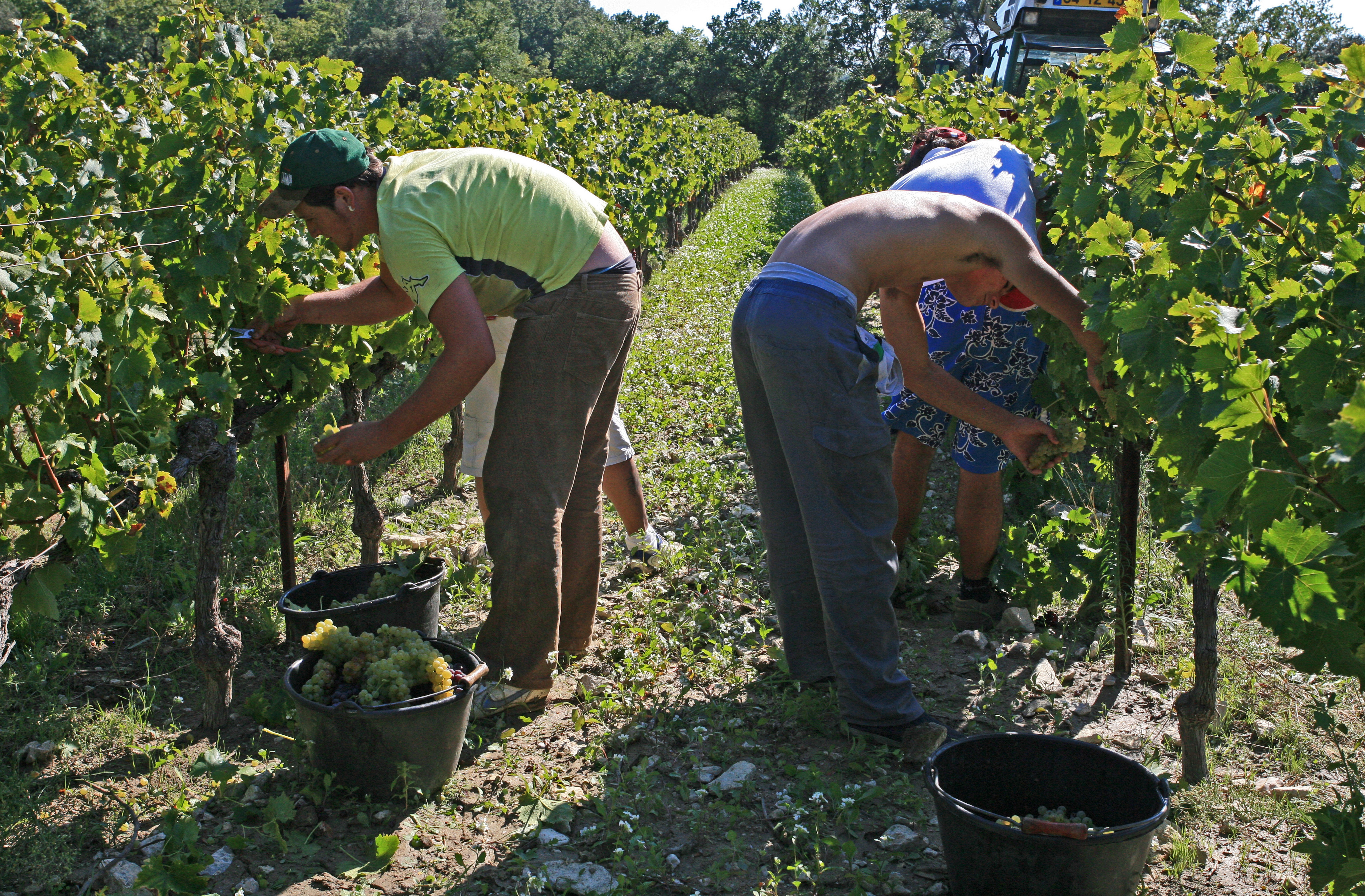
Vendanges 2008 à Beaumes-de-Venise

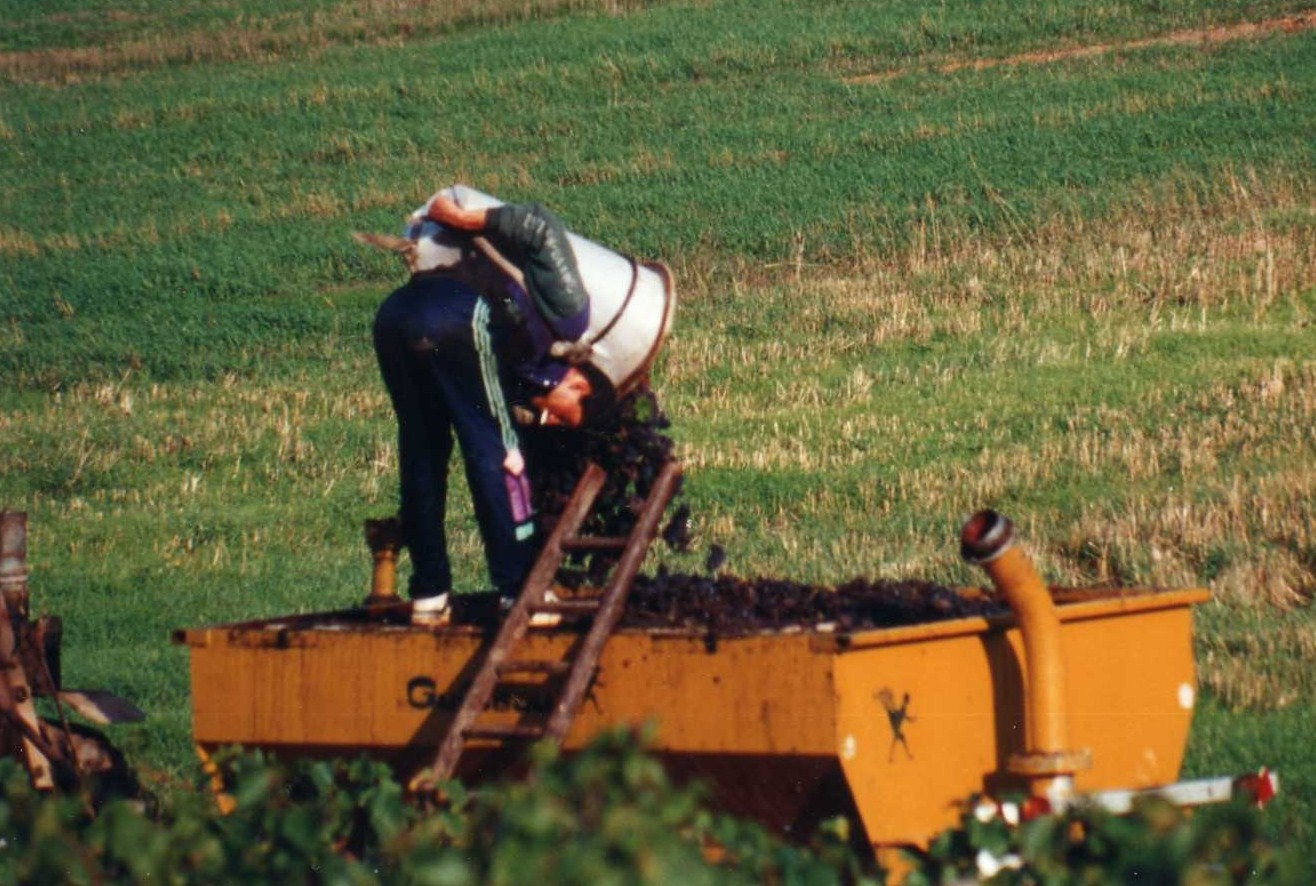
Vendanges en Côte Chalonnaise : le travail du porteur

## Un travail d'équipe
Dans l'organisation des équipes, les vendangeurs sont soit des coupeurs soit des porteurs.

### Le coupeur
Le coupeur récolte au sécateur (sécateur à vendange, épinette) ou à la serpette (instrument plus ancien) les grappes de raisin et les fait tomber dans le seau (seau à vendange). Dès qu'il est plein, il le verse dans la hotte du porteur (appelée brante dans le canton de Vaud). Chaque coupeur a la charge de mener une rangée (seul ou à deux) au rythme de l'ensemble de l'équipe qui avance en ligne. La cadence est donnée par le premier coupeur (mousseigne en Languedoc).
Un minimum de résistance est requis pour le coupeur qui doit suivre le rythme de l'équipe, vider les seaux dans la hotte, avoir un minimum de dextérité à manier le sécateur (les coupures aux doigts sont les trophées de l'apprenti coupeur; il faut apprendre à prendre la grappe par le bas, etc.), apprendre à couper vite et bien sans faire tomber les grains au sol, sans mettre de feuilles dans le seau. Un coupeur doit être en mesure de récolter en moyenne 800 à 1 000 kg par jour.

### Le porteur
Le porteur est généralement attaché à quatre coupeurs qui lui versent en coordination. À chaque collecte, il achemine le raisin à l'extérieur des rangées pour le verser dans le moyen de charroi approprié (benne, tombereau, cagettes, autrefois comportes). Vider la hotte suppose généralement monter une échelle et ensuite déverser son chargement par flexion du corps.
Le porteur peut aussi récolter le raisin des seaux dans une caisse à vendange, qu'il soulève ensuite et porte à l'épaule jusqu'au bout du rang de vigne, où elle sera rangée dans un camion ou une remorque. Cette pratique permet au raisin d'être entassé par petite quantité, et donc d'avoir moins de poids, qui risque d'abimer les grains.
Une certaine disposition à la marche (genre randonnées) est requise pour le porteur qui doit assurer les va-et-vient plus ou moins longs entre le front de coupe et le bord de vigne. Il est hors de question pour lui de faire attendre les coupeurs avec le seau plein. Un porteur doit être en mesure de sortir entre 3 000 et 4 000 kg de raisin par jour.

## Mythe: entre plaisir et peine

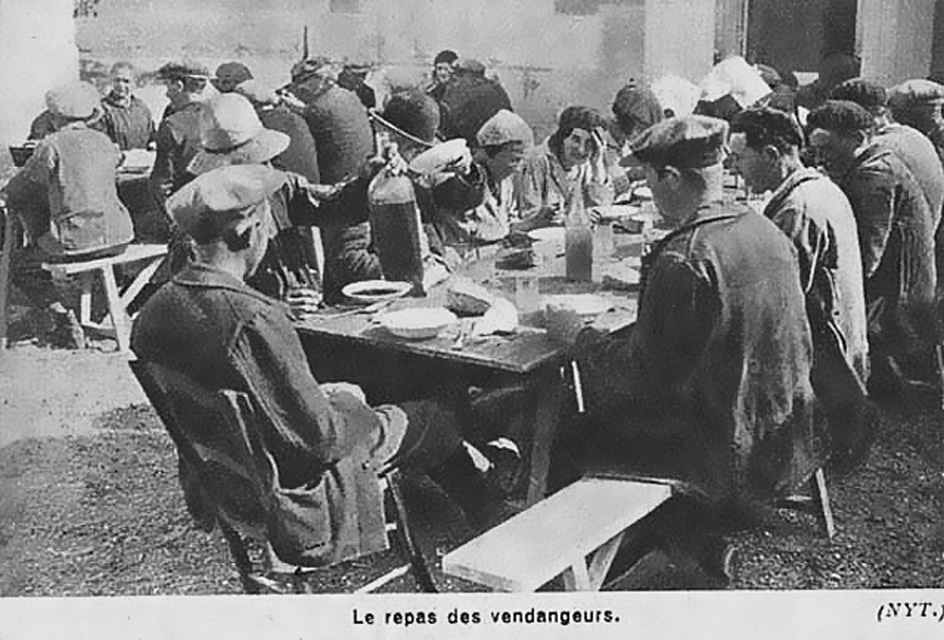
Repas de vendange

Vendanger est un travail relativement physique pour celui qui ne connait pas les travaux de la terre. Mais ce n'est pas le plus pénible. II peut même revêtir un caractère bucolique pour celui qui aura pu ou su s'adapter à la résistance que requiert la vie paysanne et qui relève plutôt de l'inné. Les intempéries (chaleurs, pluies, froid, etc.) en sont le lot commun. De plus il faut savoir qu'une campagne de vendanges peut durer jusqu'à trois semaines voire plus. On ne s'y engage donc pas à la légère.
Les vendanges sont souvent un moment de convivialité, particulièrement chez les petits récoltants. En effet il marque la fin d'une année de travail de la vigne, et l'étape où l'on va entamer la vinification. Les vendanges sont accompagnées d'une fête avec les employés, les vendangeurs et la famille du récoltant. Elle a lieu au début et/ou à la fin des vendanges selon les régions viticoles, pour cette fête on retrouve le nom de paulée en Bourgogne, cochelet dans la Marne, chien, R'voule dans le Beaujolais…